# Tolsti Vrh (Litija)
Tolsti Vrh is een plaats in Slovenië en maakt deel uit van de gemeente Litija in de NUTS-3-regio Osrednjeslovenska.